# Заврян, Давид Христофорович
Давид Христофорович Заврян (Завриян, Завриев) (арм. Դավիթ Քրիստափորի Զավրիյան (Ձավրիեվ); 23 июня [5 июля] 1889, Тифлис — 11 августа 1957, Тбилиси) — советский армянский химик, профессор, ректор Ереванского государственного университета (1921—1922).

## Биография
Родился 5 июля (23 июня) 1889 года в Тифлисе (сейчас Тбилиси), Тифлисская губерния, Российская империя.
Окончил Императорский Санкт-Петербургский университет, учился у Д. И. Менделеева.
В 1921 году являлся первым деканом факультета естественных наук Ереванского государственного университета (ЕГУ), с октября 1921 года по февраль 1922 года — ректором ЕГУ.
В 1939 году был награждён почётным званием Заслуженный деятель науки Армянской ССР.
Умер 11 августа 1957 года в Тбилиси, Грузинская ССР, СССР.

## Научная деятельность
Занимался изучением реакций термического разложения неорганических солей, а также геологическими вопросами происхождения нефти.